# جامعة ولاية فييرا دي سانتانا
جامعة ولاية فييرا دي سانتانا (UEFS) هي مؤسسة عامة للتعليم العالي في البرازيل، ومقرها في مدينة فييرا دي سانتانا، باهيا.
حتى عام 1990، كانت هي الجامعة الوحيدة في هذه المدينة.
حاليا، فإن الجامعة لديها 27 دورة للدراسات العليا، وستقدم 765 مكان بحلول العام القادم للدرجة الثالثة، بمتوسط قدره 17.85 مرشح لكل مقعد.